# Trnjaci (ort)
Trnjaci är en ort i Bosnien och Hercegovina.   Den ligger i entiteten Republika Srpska, i den nordöstra delen av landet, 130 km nordost om huvudstaden Sarajevo. Trnjaci ligger 85 meter över havet och antalet invånare är 1 131.
Terrängen runt Trnjaci är mycket platt. Närmaste större samhälle är Bijeljina, 10,2 km sydväst om Trnjaci. 
Trakten runt Trnjaci består till största delen av jordbruksmark. Runt Trnjaci är det ganska tätbefolkat, med 104 invånare per kvadratkilometer.